# Séraphin Thiebault
Pour les articles homonymes, voir Thiébault.
Séraphin Thiebault (ou Thiebauld), né le 23 novembre 1811 à Genappe (Belgique) et décédé le 6 mai 1879 à Bruxelles (Belgique), est un officier de l'armée belge et ministre de la Guerre de 1873 à 1878.

## Biographie
Séraphin François Thiebauld, né le 23 novembre 1811 à Genappe (Belgique), est le fils de Jean-Jacques Thiebauld, ancien hussard français de l'armée Napoléonienne devenu horloger après la défaite de Waterloo, et de Marie Louise Henne. Il épouse Clémence L'Olivier le 18 mai 1845 à Liège.
À la fin du mois de septembre 1830 lors de la révolution belge, sa carrière militaire débute alors que simple étudiant, il participe aux combats avec les volontaires de Genappe dans le parc de Bruxelles. Il est nommé sous-lieutenant dans l'armée belge dès le 22 octobre 1830. Il prend également part à la campagne d'Anvers du 15 au 27 octobre 1830, qui voit les troupes belges prendre la ville sans coup férir. Instruit et compétent, il gravit ensuite les échelons de commandement. Nommé lieutenant-colonel en 1854, il se signale à la tête du 11e régiment de Ligne par la qualité de l'école régimentaire.
En 1863, il est nommé général-major et commande une brigade d'infanterie. Lors de la guerre franco-allemande de 1870, il commande la 1ère division de l'armée d'observation qui opérait dans la province de Luxembourg et, le 18 décembre 1870, est nommé lieutenant-général, grade le plus élevé dans la hiérarchie militaire belge. Il reste à la tête de cette division jusqu'en 1873.
Il est nommé ministre de la Guerre de 1873 à la demande du roi Léopold II. Durant son passage au ministère de la Guerre, il améliore la condition des sous-officiers ainsi que la loi de milice de 1870 qui constitue le premier pas vers le service personnel obligatoire. Il institue également la Croix militaire, décoration destinée aux officiers de l'armée belge.  
En juin 1878, il est admis à sa demande à la retraite.  
À la suite de son décès le 6 mai 1879 à Bruxelles (Belgique), il reçoit des funérailles à l'église de Saint-Josse-ten-Noode et est inhumé le 9 mai 1879 au cimetière de Laeken.

## Distinctions
- Grand officier de l'ordre de Léopold (Belgique) ;
- Croix des volontaires de 1830 et Croix commémorative du règne de Léopold Ier de 1856 (Belgique) ;
- Grand-Croix de l'ordre de la Maison ernestine de Saxe ;
- Grand-Croix de l'ordre de l'Aigle rouge de Prusse ;
- Grand-Croix de l'ordre de Léopold d'Autriche ;
- Grand-croix de l'ordre de Charles III (Espagne);
- Commandeur de l'ordre du Christ du Portugal.